# Eastbourne International
Eastbourne International, oficial cunoscut ca Viking International Eastbourne, este un turneu de tenis profesionist masculin și feminin, jucat anual în Eastbourne, sudul Angliei. În  circuitul WTA Tour, este inclus în categoria WTA 500 din 2021. Turneul masculin este clasificat ca făcând parte din seria ATP Tour 250. Turneul are loc anual, începând cu anul 1974, se joacă pe terenuri cu iarbă în aer liber și este, în general, considerat o „încălzire” pentru Grand Slam-ul de la Wimbledon
Inițial a fost parte doar din WTA Tour, dar din 2009 a fost introdus ca eveniment ATP Tour. A înlocuit turneul de la Nottingham Grass din 2009-2014. Nottingham a revenit în 2015-2016 fără nici un eveniment ATP Tour în Eastbourne, totuși Eastbourne a înlocuit din nou evenimentul Nottingham începând cu 2017. 
Martina Navratilova deține recordul pentru cele mai multe titluri de simplu câștigate (11).

## Rezultate

### Simplu feminin
| An   | Campioană                                | Finalistă                                | Scor                                     |
| ---- | ---------------------------------------- | ---------------------------------------- | ---------------------------------------- |
| 1974 | Chris Evert                              | Virginia Wade                            | 7–5, 6–4                                 |
| 1975 | Virginia Wade                            | Billie Jean King                         | 7–5, 4–6, 6–4                            |
| 1976 | Chris Evert (2)                          | Virginia Wade                            | 8–6, 6–3                                 |
| 1977 | Nu s-a ținut                             | Nu s-a ținut                             | Nu s-a ținut                             |
| 1978 | Martina Navratilova                      | Chris Evert                              | 6–4, 4–6, 9–7                            |
| 1979 | Chris Evert (3)                          | Martina Navratilova                      | 7–5, 5–7, 13–11                          |
| 1980 | Tracy Austin                             | Wendy Turnbull                           | 7–6(7–3), 6–2                            |
| 1981 | Tracy Austin (2)                         | Andrea Jaeger                            | 6–3, 6–4                                 |
| 1982 | Martina Navratilova (2)                  | Hana Mandlíková                          | 6–4, 6–3                                 |
| 1983 | Martina Navratilova (3)                  | Wendy Turnbull                           | 6–1, 6–1                                 |
| 1984 | Martina Navratilova (4)                  | Kathy Jordan                             | 6–4, 6–1                                 |
| 1985 | Martina Navratilova (5)                  | Helena Suková                            | 6–4, 6–3                                 |
| 1986 | Martina Navratilova (6)                  | Helena Suková                            | 3–6, 6–3, 6–4                            |
| 1987 | Helena Suková                            | Martina Navratilova                      | 7–6(7–5), 6–3                            |
| 1988 | Martina Navratilova (7)                  | Natasha Zvereva                          | 6–2, 6–2                                 |
| 1989 | Martina Navratilova (8)                  | Raffaella Reggi                          | 7–6(7–2), 6–2                            |
| 1990 | Martina Navratilova (9)                  | Gretchen Magers                          | 6–0, 6–2                                 |
| 1991 | Martina Navratilova (10)                 | Arantxa Sánchez Vicario                  | 6–4, 6–4                                 |
| 1992 | Lori McNeil                              | Linda Harvey Wild                        | 6–4, 6–4                                 |
| 1993 | Martina Navratilova (11)                 | Miriam Oremans                           | 2–6, 6–2, 6–3                            |
| 1994 | Meredith McGrath                         | Linda Harvey Wild                        | 6–2, 6–4                                 |
| 1995 | Nathalie Tauziat                         | Chanda Rubin                             | 3–6, 6–0, 7–5                            |
| 1996 | Monica Seles                             | Mary Joe Fernández                       | 6–0, 6–2                                 |
| 1997 | Jana Novotná vs. Arantxa Sánchez Vicario | Jana Novotná vs. Arantxa Sánchez Vicario | 6–5, abandonat (ploaie); premiu împărțit |
| 1998 | Jana Novotná                             | Arantxa Sánchez Vicario                  | 6–1, 7–5                                 |
| 1999 | Natasha Zvereva                          | Nathalie Tauziat                         | 0–6, 7–5, 6–3                            |
| 2000 | Julie Halard-Decugis                     | Dominique Van Roost                      | 7–6(7–4), 6–4                            |
| 2001 | Lindsay Davenport                        | Magüi Serna                              | 6–2, 6–0                                 |
| 2002 | Chanda Rubin                             | Anastasia Myskina                        | 6–1, 6–3                                 |
| 2003 | Chanda Rubin (2)                         | Conchita Martínez                        | 6–4, 3–6, 6–4                            |
| 2004 | Svetlana Kuznetsova                      | Daniela Hantuchová                       | 2–6, 7–6(7–2), 6–4                       |
| 2005 | Kim Clijsters                            | Vera Dushevina                           | 7–5, 6–0                                 |
| 2006 | Justine Henin-Hardenne                   | Anastasia Myskina                        | 4–6, 6–1, 7–6(7–5)                       |
| 2007 | Justine Henin (2)                        | Amélie Mauresmo                          | 7–5, 6–7(4–7), 7–6(7–2)                  |
| 2008 | Agnieszka Radwańska                      | Nadia Petrova                            | 6–4, 6–7(11–13), 6–4                     |
| 2009 | Caroline Wozniacki                       | Virginie Razzano                         | 7–6(7–5), 7–5                            |
| 2010 | Ekaterina Makarova                       | Victoria Azarenka                        | 7–6(7–5), 6–4                            |
| 2011 | Marion Bartoli                           | Petra Kvitová                            | 6–1, 4–6, 7–5                            |
| 2012 | Tamira Paszek                            | Angelique Kerber                         | 5–7, 6–3, 7–5                            |
| 2013 | Elena Vesnina                            | Jamie Hampton                            | 6–2, 6–1                                 |
| 2014 | Madison Keys                             | Angelique Kerber                         | 6–3, 3–6, 7–5                            |
| 2015 | Belinda Bencic                           | Agnieszka Radwańska                      | 6–4, 4–6, 6–0                            |
| 2016 | Dominika Cibulková                       | Karolína Plíšková                        | 7–5, 6–3                                 |
| 2017 | Karolína Plíšková                        | Caroline Wozniacki                       | 6–4, 6–4                                 |
| 2018 | Caroline Wozniacki (2)                   | Aryna Sabalenka                          | 7–5, 7–6(7–5)                            |
| 2019 | Karolína Plíšková (2)                    | Angelique Kerber                         | 6–1, 6–4                                 |
| 2020 | Anulat din cauza pandemiei de COVID-19   | Anulat din cauza pandemiei de COVID-19   | Anulat din cauza pandemiei de COVID-19   |
| 2021 | Jeļena Ostapenko                         | Anett Kontaveit                          | 6–3, 6–3                                 |
| 2022 | Petra Kvitová                            | Jeļena Ostapenko                         | 6–3, 6–2                                 |
| 2023 | Madison Keys (2)                         | Daria Kasatkina                          | 6–2, 7–6(15–13)                          |
| 2024 | Daria Kasatkina                          | Leylah Fernandez                         | 6–3, 6–4                                 |
| 2025 | Maya Joint                               | Alexandra Eala                           | 6–4, 1–6, 7–6(12–10)                     |

### Dublu feminin
| An   | Campioane                                                           | Finaliste                                                           | Scor                                   |
| ---- | ------------------------------------------------------------------- | ------------------------------------------------------------------- | -------------------------------------- |
| 1975 | Julie Anthony Olga Morozova                                         | Evonne Goolagong Peggy Michel                                       | 6–2, 6–4                               |
| 1976 | Chris Evert / Martina Navratilova vs. Olga Morozova / Virginia Wade | Chris Evert / Martina Navratilova vs. Olga Morozova / Virginia Wade | 6–4, 1–1 abandonat din cauza ploii     |
| 1977 | Nu s-a ținut                                                        | Nu s-a ținut                                                        | Nu s-a ținut                           |
| 1978 | Chris Evert Betty Stöve                                             | Billie Jean King Martina Navratilova                                | 6–4, 6–7, 7–5                          |
| 1979 | Betty Stöve (2) Wendy Turnbull                                      | Ilana Kloss Betty Ann Grubb-Stuart                                  | 6–2, 6–2                               |
| 1980 | Kathy Jordan Anne Smith                                             | Pam Shriver Betty Stöve                                             | 6–4, 6–1                               |
| 1981 | Martina Navratilova Pam Shriver                                     | Kathy Jordan Anne Smith                                             | 6–7, 6–2, 6–1                          |
| 1982 | Martina Navratilova (2) Pam Shriver (2)                             | Kathy Jordan Anne Smith                                             | 6–3, 6–4                               |
| 1983 | Martina Navratilova (3) Pam Shriver (3) '                           | Jo Durie Anne Hobbs                                                 | 6–1, 6–0                               |
| 1984 | Martina Navratilova (4) Pam Shriver (4)                             | Jo Durie Ann Kiyomura                                               | 6–4, 6–2                               |
| 1985 | Martina Navratilova (5) Pam Shriver (5)                             | Kathy Jordan Elizabeth Sayers Smylie                                | 7–5, 6–4                               |
| 1986 | Martina Navratilova (6) Pam Shriver (6)                             | Claudia Kohde-Kilsch Helena Suková                                  | 6–2, 6–4                               |
| 1987 | Svetlana Parkhomenko Larisa Savchenko                               | Rosalyn Fairbank Elizabeth Sayers Smylie                            | 7–6(7–5), 4–6, 7–5                     |
| 1988 | Eva Pfaff Elizabeth Sayers Smylie                                   | Belinda Cordwell Dinky Van Rensburg                                 | 6–3, 7–6(8–6)                          |
| 1989 | Katrina Adams Zina Garrison                                         | Jana Novotná Helena Suková                                          | 6–3, retired                           |
| 1990 | Larisa Savchenko (2) Natasha Zvereva                                | Patty Fendick Zina Garrison                                         | 6–4, 6–3                               |
| 1991 | Larisa Savchenko (3) Natasha Zvereva (2)                            | Gigi Fernández Jana Novotná                                         | 2–6, 6–4, 6–4                          |
| 1992 | Jana Novotná Larisa Neiland                                         | Mary Joe Fernández Zina Garrison                                    | 6–0, 6–3                               |
| 1993 | Gigi Fernández Natasha Zvereva (3)                                  | Jana Novotná Larisa Neiland                                         | 2–6, 7–5, 6–1                          |
| 1994 | Gigi Fernández (2) Natasha Zvereva (4)                              | Inés Gorrochategui Helena Suková                                    | 6–7(4–7), 6–4, 6–3                     |
| 1995 | Jana Novotná (2) Arantxa Sánchez Vicario                            | Gigi Fernández Natasha Zvereva                                      | 0–6, 6–3, 6–4                          |
| 1996 | Jana Novotná (3) Arantxa Sánchez Vicario (2)                        | Rosalyn Fairbank Nideffer Pam Shriver                               | 4–6, 7–5, 6–4                          |
| 1997 | Nicole Arendt / Manon Bollegraf vs. Lori McNeil / Helena Suková     | Nicole Arendt / Manon Bollegraf vs. Lori McNeil / Helena Suková     | Cancelled                              |
| 1998 | Mariaan de Swardt Jana Novotná (4)                                  | Arantxa Sánchez Vicario Natasha Zvereva                             | 6–1, 6–3                               |
| 1999 | Martina Hingis Anna Kournikova                                      | Jana Novotná Natasha Zvereva                                        | 6–4, retired                           |
| 2000 | Ai Sugiyama Nathalie Tauziat                                        | Lisa Raymond Rennae Stubbs                                          | 2–6, 6–3, 7–6(7–3)                     |
| 2001 | Lisa Raymond Rennae Stubbs                                          | Cara Black Elena Likhovtseva                                        | 6–2, 6–2                               |
| 2002 | Lisa Raymond (2) Rennae Stubbs (2)                                  | Cara Black Elena Likhovtseva                                        | 6–7(5–7), 7–6(8–6), 6–2                |
| 2003 | Lindsay Davenport Lisa Raymond (3)                                  | Jennifer Capriati Magüi Serna                                       | 6–3, 6–2                               |
| 2004 | Alicia Molik Magüi Serna                                            | Svetlana Kuznetsova Elena Likhovtseva                               | 6–4, 6–4                               |
| 2005 | Lisa Raymond (4) Rennae Stubbs (3)                                  | Elena Likhovtseva Vera Zvonareva                                    | 6–3, 7–5                               |
| 2006 | Svetlana Kuznetsova Amélie Mauresmo                                 | Liezel Huber Martina Navratilova                                    | 6–2, 6–4                               |
| 2007 | Lisa Raymond (5) Samantha Stosur                                    | Květa Peschke Rennae Stubbs                                         | 6–7(5–7), 6–4, 6–3                     |
| 2008 | Cara Black Liezel Huber                                             | Květa Peschke Rennae Stubbs                                         | 2–6, 6–0, [10–8]                       |
| 2009 | Akgul Amanmuradova Ai Sugiyama (2)                                  | Samantha Stosur Rennae Stubbs                                       | 6–4, 6–3                               |
| 2010 | Lisa Raymond (6) Rennae Stubbs (4)                                  | Květa Peschke Katarina Srebotnik                                    | 6–2, 2–6, [13–11]                      |
| 2011 | Květa Peschke Katarina Srebotnik                                    | Liezel Huber Lisa Raymond                                           | 6–3, 6–0                               |
| 2012 | Nuria Llagostera Vives María José Martínez Sánchez                  | Liezel Huber Lisa Raymond                                           | 6–4, ret.                              |
| 2013 | Nadia Petrova Katarina Srebotnik (2)                                | Monica Niculescu Klára Zakopalová                                   | 6–3, 6–3                               |
| 2014 | Chan Hao-ching Chan Yung-jan                                        | Martina Hingis Flavia Pennetta                                      | 6–3, 5–7, [10–7]                       |
| 2015 | Caroline Garcia Katarina Srebotnik (3)                              | Chan Yung-jan Zheng Jie                                             | 7–6(7–5), 6–2                          |
| 2016 | Darija Jurak Anastasia Rodionova                                    | Chan Hao-ching Chan Yung-jan                                        | 5–7, 7–6(7–4), [10–6]                  |
| 2017 | Chan Yung-jan (2) Martina Hingis (2)                                | Ashleigh Barty Casey Dellacqua                                      | 6–3, 7–5                               |
| 2018 | Gabriela Dabrowski Xu Yifan                                         | Irina-Camelia Begu Mihaela Buzărnescu                               | 6–3, 7–5                               |
| 2019 | Chan Hao-ching (2) Latisha Chan (3)                                 | Kirsten Flipkens Bethanie Mattek-Sands                              | 2–6, 6–3, [10–6]                       |
| 2020 | Anulat din cauza pandemiei de COVID-19                              | Anulat din cauza pandemiei de COVID-19                              | Anulat din cauza pandemiei de COVID-19 |
| 2021 | Shuko Aoyama Ena Shibahara                                          | Nicole Melichar Demi Schuurs                                        | 6–1, 6–4                               |
| 2022 | Aleksandra Krunić Magda Linette                                     | Liudmila Kicenok Jeļena Ostapenko                                   | walkover                               |
| 2023 | Desirae Krawczyk Demi Schuurs                                       | Nicole Melichar-Martinez Ellen Perez                                | 6–2, 6–4                               |
| 2024 | Liudmila Kicenok Jeļena Ostapenko                                   | Gabriela Dabrowski Erin Routliffe                                   | 5–7, 7–6(7–2), [10–8]                  |
| 2025 | Marie Bouzková Anna Danilina                                        | Hsieh Su-wei Maya Joint                                             | 6–4, 7–5                               |

### Simplu masculin
| An      | Campion                                | Finalist                               | Scor                                   |
| ------- | -------------------------------------- | -------------------------------------- | -------------------------------------- |
| 2009    | Dmitry Tursunov                        | Frank Dancevic                         | 6–3, 7–6(7–5)                          |
| 2010    | Michaël Llodra                         | Guillermo García-López                 | 7–5, 6–2                               |
| 2011    | Andreas Seppi                          | Janko Tipsarević                       | 7–6(7–5), 3–6, 5–3, retras             |
| 2012    | Andy Roddick                           | Andreas Seppi                          | 6–3, 6–2                               |
| 2013    | Feliciano López                        | Gilles Simon                           | 7–6(7–2), 6–7(5–7), 6–0                |
| 2014    | Feliciano López (2)                    | Richard Gasquet                        | 6–3, 6–7(5–7), 7–5                     |
| 2015–16 | Nu s-a ținut                           | Nu s-a ținut                           | Nu s-a ținut                           |
| 2017    | Novak Djokovic                         | Gaël Monfils                           | 6–3, 6–4                               |
| 2018    | Mischa Zverev                          | Lukáš Lacko                            | 6–4, 6–4                               |
| 2019    | Taylor Fritz                           | Sam Querrey                            | 6–3, 6–4                               |
| 2020    | Anulat din cauza pandemiei de COVID-19 | Anulat din cauza pandemiei de COVID-19 | Anulat din cauza pandemiei de COVID-19 |
| 2021    | Alex de Minaur                         | Lorenzo Sonego                         | 4–6, 6–4, 7–6(7–5)                     |
| 2022    | Taylor Fritz (2)                       | Maxime Cressy                          | 6–2, 6–7(4–7), 7–6(7–4)                |
| 2023    | Francisco Cerúndolo                    | Tommy Paul                             | 6–4, 1–6, 6–4                          |
| 2024    | Taylor Fritz (3)                       | Max Purcell                            | 6–4, 6–3                               |
| 2025    | Taylor Fritz (4)                       | Jenson Brooksby                        | 7−5, 6−1                               |

### Dublu masculin
| An      | Campioni                                     | Finaliști                              | Scor                                   |
| ------- | -------------------------------------------- | -------------------------------------- | -------------------------------------- |
| 2009    | Mariusz Fyrstenberg Marcin Matkowski         | Travis Parrott Filip Polášek           | 6–4, 6–4                               |
| 2010    | Mariusz Fyrstenberg (2) Marcin Matkowski (2) | Colin Fleming Ken Skupski              | 6–3, 5–7, [10–8]                       |
| 2011    | Jonathan Erlich Andy Ram                     | Grigor Dimitrov Andreas Seppi          | 6–3, 6–3                               |
| 2012    | Colin Fleming Ross Hutchins                  | Jamie Delgado Ken Skupski              | 6–4, 6–3                               |
| 2013    | Alexander Peya Bruno Soares                  | Colin Fleming Jonathan Marray          | 3–6, 6–3, [10–8]                       |
| 2014    | Treat Huey Dominic Inglot                    | Alexander Peya Bruno Soares            | 7–5, 5–7, [10–8]                       |
| 2015–16 | Nu s-a ținut                                 | Nu s-a ținut                           | Nu s-a ținut                           |
| 2017    | Bob Bryan Mike Bryan                         | Rohan Bopanna André Sá                 | 6–7(4–7), 6–4, [10–3]                  |
| 2018    | Luke Bambridge Jonny O'Mara                  | Ken Skupski Neal Skupski               | 7–5, 6–4                               |
| 2019    | Juan Sebastián Cabal Robert Farah            | Máximo González Horacio Zeballos       | 3–6, 7–6(7–4), [10–6]                  |
| 2020    | Anulat din cauza pandemiei de COVID-19       | Anulat din cauza pandemiei de COVID-19 | Anulat din cauza pandemiei de COVID-19 |
| 2021    | Nikola Mektić Mate Pavić                     | Rajeev Ram Joe Salisbury               | 6–4, 6–3                               |
| 2022    | Nikola Mektić (2) Mate Pavić (2)             | Matwé Middelkoop Luke Saville          | 6–4, 6–2                               |
| 2023    | Nikola Mektić (3) Mate Pavić (3)             | Ivan Dodig Austin Krajicek             | 6–4, 6–2                               |
| 2024    | Neal Skupski Michael Venus                   | Matthew Ebden John Peers               | 4–6, 7–6(7–2), [11–9]                  |
| 2025    | Julian Cash Lloyd Glasspool                  | Ariel Behar Joran Vliegen              | 6–4, 7–6(7–5)                          |